# Bom Dia (filme de 1959)
Ohayō (お早よう, Ohayō, lit. "bom dia") (bra/prt: Bom Dia) é um filme de comédia japonês de 1959, coescrito e dirigido por Yasujirō Ozu. É vagamente baseado em seu filme mudo de 1932 Umarete wa mita keredo, e é o segundo filme colorido de Ozu.

## Sinopse
O filme se passa no subúrbio de Tóquio, começando com um grupo de estudantes voltando para suas casas.
No início, é abordado sobre às despesas do clube das mulheres local. Todos no clube do bairro acreditam que a Sra. Hayashi, a tesoureira da instituição, entregou o dinheiro das despesas à presidente do clube, a Sra. Haraguchi, mas que ela nega. Eles fofocam entre si sobre quem poderia ter ficado com o dinheiro e especulam que a Sra. Haraguchi poderia ter usado o dinheiro para comprar para si mesma uma nova máquina de lavar roupa . Mais tarde, a Sra. Haraguchi confronta a Sra. Hayashi por ter iniciado esse boato e ter arruinado sua reputação, mas essa última acaba dizendo que entregou todo dinheiro à mãe de Haraguchi. Só mais tarde a Sra. Haraguchi percebe que o erro foi seu (por sua mãe ser bastante senil e esquecida) e posteriormente se desculpa com sua colega.
Os meninos são todos atraídos pela casa de um vizinho que tem uma televisão, onde podem assistir às suas lutas favoritas de sumô (na época do lançamento do filme no Japão, esse esporte estava ganhando enorme popularidade). No entanto, seus pais conservadores os proíbem de visitar seus vizinhos boêmios por acreditarem que a mulher do casal seja cantora de cabaré.
Como resultado, os meninos da família Hayashi, Minoru e Isamu, pressionam a mãe para que lhes compre uma televisão, mas a mãe se recusa. Quando o pai fica sabendo disso, ele pede aos meninos que fiquem quietos. Minoru tem um ataque de raiva e afirma que os adultos sempre se envolvem em sutilezas inúteis como "bom dia" e se recusam a dizer o que realmente querem. Assim, Minoru e Isamu decidem fazer uma "greve de silêncio" contra todos os adultos. A primeira vizinha a sofrer dessa situação é a senhora Haraguchi.
A Sra. Haraguchi, irritada com a atitude dos garotos, especula que foi a Sra. Hayashi quem os incentivou de fazerem isso com ela como uma forma de se vingar pelo mal-entendido anterior, ao mesmo tempo que conta tudo o que pensa à intrometida Sra. Tomizawa. Logo, todos pensam que a Sra. Hayashi é uma pessoa mesquinha e vingativa, e os moradores da vizinhança fazem fila para devolver a ela itens emprestados.
Minoru e Isamu continuam em sua "greve de silêncio" na escola e até contra o seu professor de inglês. Finalmente, esse professor visita-os em casa para saber o motivo desse comportamento. Os dois meninos fogem de casa com uma panela de arroz devido à fome, mas são pegos por um policial que passava por ali. Eles desaparecem por várias horas durante a noite, até que seu professor de inglês os encontra do lado de fora de uma estação assistindo televisão.
No final do filme, os meninos descobrem que seus pais compraram de fato uma televisão, mas como uma forma de apoiar um vizinho em seu nova profissão. Alegres, eles voltam a falar.

## Elenco
- Keiji Sada como Heiichiro Fukui
- Yoshiko Kuga como Setsuko Arita
- Chishū Ryū como Keitaro Hayashi
- Kuniko Miyake como Tamiko Hayashi
- Haruko Sugimura como Kikue Haraguchi
- Shitara Koji como Minoru Hayashi
- Masahiko Shimazu como Isamu Hayashi
- Kyoko Izumi como Midori Maruyama
- Taiji Tonoyama como vendedor ambulante
- Tsûsai Sugawara como dono de bar

## Estilo
Apesar da reputação de Ozu no Ocidente como um diretor inflexível e refinado, Bom Dia não hesita em retratar muitas das piadas sobre flatulência dos meninos da vizinhança, mostrando um filme com um ambiente e gênero diferentes dos quais ele costuma dirigir.

## Recepção
Bom Dia possui uma classificação de 88% no Rotten Tomatoes.  Richard Brody do The New Yorker escreveu sobre o filme destacando "as imagens equilibradas de Yasujiro Ozu que transmitem uma rejeição amargamente irônica e contundentemente radical dos códigos japoneses de autocontenção e silêncio." Jonathan Rosenbaum, do Chicago Reader, elogiou o filme, descrevendo-o como "talvez a mais encantadora das últimas comédias de Yasujiro Ozu". Em 2009, o filme foi classificado em 36º lugar na lista dos Maiores Filmes Japoneses de Todos os Tempos pela revista de cinema japonesa Kinema Junpo.

### Mídia doméstica
Em 2011, o BFI lançou o filme em formato Blu-ray e DVD para países da Região 2.  Foi incluído neste lançamento uma apresentação sobre Umarete wa mita keredo, outro filme de Ozu.
Em 2017, a Criterion relançou Bom Dia em Blu-ray para a Região 1.  O filme recebeu uma restauração digital em 4K e foi lançada em conjunto Umarete wa mita keredo, além de um fragmento de A Straightforward Boy.